# توخري (شبام)
'

تعديل مصدري - تعديل

توخري هي إحدى قرى عزلة شبام بمديرية شبام التابعة لمحافظة حضرموت، بلغ تعداد سكانها 41 نسمة حسب تعداد اليمن لعام 2004.